# فیفرانا
فیفرانا (به لاتین: Fieferana) یک منطقهٔ مسکونی در ماداگاسکار است که در آنالامانگا واقع شده‌است. فیفرانا ۷٬۰۶۸ نفر جمعیت دارد و ۱٬۳۹۰ متر بالاتر از سطح دریا واقع شده‌است.